# ISO 3166-2:PL

Woiwodschaften in deutscher Übersetzung (Stand 1. Januar 2009)

Die Liste der ISO-3166-2-Codes für  Polen enthält die Codes für die 16 Woiwodschaften.

Die Codes bestehen aus zwei Teilen, die durch einen Bindestrich voneinander getrennt sind. Der erste Teil gibt den Landescode gemäß ISO 3166-1 (für  Polen PL), der zweite den Code für die Woiwodschaft wieder.
Die aktuellen Codes stehen auf der Seite der ISO unter #iso:code:3166:PL zur Verfügung.

| Woiwodschaft        | Deutscher Name   | Code  |
| ------------------- | ---------------- | ----- |
| Warmińsko-Mazurskie | Ermland-Masuren  | PL-28 |
| Wielkopolskie       | Großpolen        | PL-30 |
| Świętokrzyskie      | Heiligkreuz      | PL-26 |
| Podkarpackie        | Karpatenvorland  | PL-18 |
| Małopolskie         | Kleinpolen       | PL-12 |
| Kujawsko-Pomorskie  | Kujawien-Pommern | PL-04 |
| Lubuskie            | Lebus            | PL-08 |
| Lubelskie           | Lublin           | PL-06 |
| Łódzkie             | Łódź             | PL-10 |
| Mazowieckie         | Masowien         | PL-14 |
| Dolnośląskie        | Niederschlesien  | PL-02 |
| Opolskie            | Opole            | PL-16 |
| Podlaskie           | Podlachien       | PL-20 |
| Pomorskie           | Pommern          | PL-22 |
| Śląskie             | Schlesien        | PL-24 |
| Zachodniopomorskie  | Westpommern      | PL-32 |